# Nieuwerkerk aan den IJssel (przystanek kolejowy)
Nieuwerkerk aan den IJssel – przystanek kolejowy w Nieuwerkerk aan den IJssel, w prowincji Holandia Południowa, w Holandii. Został otwarty 23 maja 1971 roku. Znajduje się na linii kolejowej pomiędzy Rotterdamem, a Utrechtem, pomiędzy przystankiem Capelle Schollevaar i stacją Gouda.